# Мария-Альм
Мария-Альм (нем. Maria Alm) — коммуна (нем. Gemeinde) в Австрии, в федеральной земле Зальцбург.
Входит в состав округа Целль-ам-Зе. Население составляет 2076 человек (на 31 декабря 2005 года). Занимает площадь 125,41 км². Официальный код — 50612.

## Политическая ситуация
Бургомистр коммуны — Ханс Ланграйтер (АНП) по результатам выборов 2004 года.
Совет представителей коммуны (нем. Gemeinderat) состоит из 17 мест.
- АНП занимает 9 мест.
- СДПА занимает 7 мест.
- АПС занимает 1 место.